# ناحیه پایلت گروو، شهرستان هنکاک، ایلینوی
ناحیه پایلت گروو (به انگلیسی: Pilot Grove Township) یک منطقهٔ مسکونی در ایالات متحده آمریکا است که در شهرستان هنکاک، ایلینوی واقع شده‌است. ناحیه پایلت گروو ۱۹۰ متر بالاتر از سطح دریا واقع شده‌است.